# Madison (Virgínia de l'Oest)
Madison és una població dels Estats Units a l'estat de Virgínia de l'Oest. Segons el cens del 2000 tenia 2.677 habitants.

## Demografia
Segons el cens del 2000, Madison tenia 2.677 habitants, 1.191 habitatges, i 783 famílies. La densitat de població era de 184,9 habitants per km².
Dels 1.191 habitatges en un 25,4% hi vivien nens de menys de 18 anys, en un 50,9% hi vivien parelles casades, en un 12% dones solteres, i en un 34,2% no eren unitats familiars. En el 31,7% dels habitatges hi vivien persones soles el 12,8% de les quals corresponia a persones de 65 anys o més que vivien soles. El nombre mitjà de persones vivint en cada habitatge era de 2,24 i el nombre mitjà de persones que vivien en cada família era de 2,79.
Per edats la població es repartia de la següent manera: un 20,7% tenia menys de 18 anys, un 7,2% entre 18 i 24, un 24,5% entre 25 i 44, un 30,1% de 45 a 60 i un 17,5% 65 anys o més.
L'edat mediana era de 44 anys. Per cada 100 dones de 18 o més anys hi havia 81,5 homes.
La renda mediana per habitatge era de 29.911 $ i la renda mediana per família de 37.232 $. Els homes tenien una renda mediana de 31.389 $ mentre que les dones 23.160 $. La renda per capita de la població era de 18.309 $. Entorn del 18,2% de les famílies i el 21,4% de la població estaven per davall del llindar de pobresa.

## Poblacions més properes
El següent diagrama mostra les poblacions més properes.